# Prima Categoria 1907
La Prima Categoria 1907 è stata la 10ª edizione del massimo campionato italiano di calcio, disputata tra il 13 gennaio e il 14 aprile 1907 e conclusa con la vittoria del Milan, al suo terzo titolo.
Capocannoniere del torneo è stato Hans Kämpfer (Torino) con 7 reti.

## Stagione
Il torneo fu il decimo campionato italiano di calcio organizzato dalla Federazione Italiana del Football (FIF).

### Novità
Il Torino, sorto dalla fusione fra i resti del Torinese e un nutrito gruppo di dissidenti della Juventus, prende parte per la prima volta al campionato.

### Formula
Il campionato mantenne invariato il regolamento dell'anno precedente basato su gare di andata e ritorno, mentre le eliminatorie regionali erano seguite da una fase nazionale strutturata su un triangolare, cui si qualificava una sola rappresentante per regione.

### Avvenimenti
Un poco piccati dall'affronto subito dalla Juventus nel finale del precedente campionato, i dirigenti del Milan affrontarono il torneo del 1907 col preciso obiettivo di confermare la bontà del titolo appena guadagnato. Anche questo torneo, comunque, fu condizionato dai rinvii per maltempo, con una lunga pausa nel mese di febbraio.
Sbarazzatosi dell'ostacolo US Milanese, per il Milan le avversarie del girone finale furono due emergenti: in Piemonte infatti la neonata società del Torino, sorta dall'unione fra i resti della vecchia società della Torinese e alcuni secessionisti della Juventus, era riuscita al primo colpo a estromettere questi ultimi dal torneo. Tuttavia la notizia più sorprendente era giunta dalla Liguria, dove il Genoa era stato eliminato dall'Andrea Doria dopo avere partecipato a tutte le prime nove finali del campionato italiano.
Se gli incontri tra Milan e Torino finirono in entrambi i casi in parità, il Milan sconfisse all'andata nettamente l'Andrea Doria, mentre al Torino fu fatale il pareggio a cui fu costretto nel primo incontro in Liguria e poco gli valse il successo a tavolino nel ritorno per il mancato arrivo dell'Andrea Doria perché il 7 aprile il Milan con la vittoria a Genova per 2-0 aveva già vinto il suo terzo titolo nazionale, il secondo consecutivo.
Come nel 1901 la colonna portante del Milan erano stati i calciatori inglesi, così nei due successi di metà decennio il contributo fondamentale venne da un nutrito gruppo di atleti svizzeri.

## Squadre partecipanti

### Liguria
| Club         | Stagione  | Città  | Campo                           | Stagione precedente                           |
| ------------ | --------- | ------ | ------------------------------- | --------------------------------------------- |
| Andrea Doria | dettaglio | Genova | Campo sportivo di San Gottardo  | Eliminatoria ligure in Prima Categoria        |
| Genoa        | dettaglio | Genova | Campo sportivo di Ponte Carrega | 3º posto nel girone finale in Prima Categoria |

### Lombardia
| Club        | Stagione  | Città  | Campo                         | Stagione precedente                      |
| ----------- | --------- | ------ | ----------------------------- | ---------------------------------------- |
| Milan       | dettaglio | Milano | Campo Milan di Porta Monforte | Vincitrice della Prima Categoria         |
| US Milanese | dettaglio | Milano | Campo di Via Comasina         | Eliminatoria lombarda in Prima Categoria |

### Piemonte
| Club     | Stagione  | Città  | Campo                  | Stagione precedente                           |
| -------- | --------- | ------ | ---------------------- | --------------------------------------------- |
| Juventus | dettaglio | Torino | Campo di Piazza D'armi | 2º posto nel girone finale in Prima Categoria |
| Torino   | dettaglio | Torino | Velodromo Umberto I    | Neoaffiliata                                  |

## Risultati

### Calendario

#### Eliminatoria ligure
| Arbitro: | Recalcati (Milano) |

|            |           |             |
| Marassi 5’ | Marcatori | 70’ Ansaldo |

| Arbitro: | Camperio (Milano) |

|                                   |           |             |
| Calì 10’ Giordano 80’ Ansaldo 90’ | Marcatori | 40’ Marengo |

##### Verdetto
- Andrea Doria qualificata al girone finale.

#### Eliminatoria lombarda
| Arbitro: | Suter (Milano) |

|                      |           |  |
| Kilpin Imhoff Widmer | Marcatori |  |

| Arbitro: | Bertinetti (Vercelli) |

|  |           |           |
|  | Marcatori | 5’ Kilpin |

##### Verdetto
- Milan qualificato al girone finale.

#### Eliminatoria piemontese
| Arbitro: | Pasteur I (Genova) |

|                  |           |                              |
| Borel 88’ (rig.) | Marcatori | 20’ Ferrari-Orsi 60’ Kämpfer |

| Arbitro: | Spensley (Genova) |

|         |           |             |
| Kämpfer | Marcatori | rig.’ Borel |

##### Verdetto
- Torino qualificato al girone finale.

#### Girone finale

##### Classifica finale
|  | Pos. | Squadra      | Pt | G | V | N | P | GF | GS | DR |
|  | ---- | ------------ | -- | - | - | - | - | -- | -- | -- |
|  | 1.   | Milan        | 6  | 4 | 2 | 2 | 0 | 10 | 3  | +7 |
|  | 2.   | Torino       | 5  | 4 | 1 | 3 | 0 | 5  | 3  | +2 |
|  | 3.   | Andrea Doria | 1  | 4 | 0 | 1 | 3 | 0  | 9  | -9 |

Legenda:
      Campione d'Italia

### Verdetto
- Milan campione d'Italia 1907.

### Squadra campione

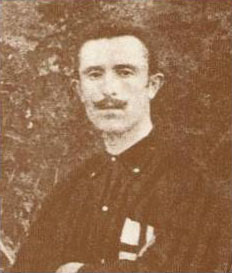
Daniele Angeloni, allenatore del Milan campione d'Italia 1907

| Formazione tipo (2-3-5)                                                          | Giocatori (ruolo)                      |
| -------------------------------------------------------------------------------- | -------------------------------------- |
| Radice Meschia Moda Bosshard Trerè II Piazza Kilpin Imhoff Widmer Trerè I Mädler | Gerolamo Radice (portiere)             |
| Radice Meschia Moda Bosshard Trerè II Piazza Kilpin Imhoff Widmer Trerè I Mädler | Andrea Meschia (terzino destro)        |
| Radice Meschia Moda Bosshard Trerè II Piazza Kilpin Imhoff Widmer Trerè I Mädler | Guido Moda (terzino sinistro)          |
| Radice Meschia Moda Bosshard Trerè II Piazza Kilpin Imhoff Widmer Trerè I Mädler | Attilio Trerè (centro mediano)         |
| Radice Meschia Moda Bosshard Trerè II Piazza Kilpin Imhoff Widmer Trerè I Mädler | Gian Guido Piazza (mediano sinistro)   |
| Radice Meschia Moda Bosshard Trerè II Piazza Kilpin Imhoff Widmer Trerè I Mädler | Alfred Bosshard (mediano destro)       |
| Radice Meschia Moda Bosshard Trerè II Piazza Kilpin Imhoff Widmer Trerè I Mädler | Herbert Kilpin (ala destra e capitano) |
| Radice Meschia Moda Bosshard Trerè II Piazza Kilpin Imhoff Widmer Trerè I Mädler | Johann Ferdinand Mädler (ala sinistra) |
| Radice Meschia Moda Bosshard Trerè II Piazza Kilpin Imhoff Widmer Trerè I Mädler | Hans Walter Imhoff (mezzala destra)    |
| Radice Meschia Moda Bosshard Trerè II Piazza Kilpin Imhoff Widmer Trerè I Mädler | Alessandro Trerè (mezzala sinistra)    |
| Radice Meschia Moda Bosshard Trerè II Piazza Kilpin Imhoff Widmer Trerè I Mädler | Ernst Widmer (centro attacco)          |

### Risultati

#### Calendario
| Andata (1ª) | Andata (1ª)   | Prima giornata      | Ritorno (4ª) | Ritorno (4ª) |
|             |               |                     |              |              |
| 10 feb.     | 0-0           | Andrea Doria-Torino | 0-2          | 14 apr.      |
| 10 feb.     | Riposa: Milan |                     |              | 14 apr.      |

| Andata (2ª) | Andata (2ª)          | Seconda giornata | Ritorno (5ª) | Ritorno (5ª) |
|             |                      |                  |              |              |
| 10 mar.     | 1-1                  | Torino-Milan     | 2-2          | 24 mar.      |
| 10 mar.     | Riposa: Andrea Doria |                  |              | 24 mar.      |

| Andata (3ª) | Andata (3ª)    | Terza giornata     | Ritorno (6ª) | Ritorno (6ª) |
|             |                |                    |              |              |
| 17 mar.     | 5-0            | Milan-Andrea Doria | 2-0          | 7 apr.       |
| 17 mar.     | Riposa: Torino |                    |              | 7 apr.       |